# Wikiverzita

Logo wikiverzity bez určení jazyka

Wikiverzita je projekt nadace Wikimedia Foundation nabízející volně dostupné e-learningové vzdělávání formou výukových jednotek a materiálů, které mohou nabývat podobu projektů, kurzů, hodin apod.
Její anglická verze byla ve své betaverzi spuštěna 15. srpna 2006. V současnosti existuje Wikiverzita již v několika jazykových mutacích – kromě angličtiny také v němčině, francouzštině, italštině, španělštině, řečtině, japonštině, portugalštině a také v češtině.

## Historie
Historie projektu Wikiverzita je úzce spjata s projektem Wikiknihy. Právě zde začaly již v roce 2003, tedy několik měsíců po vzniku projektu, diskuse o vzniku Wikiverzity. Poprvé byl projekt zmíněn 16. srpna 2003 na anglických Wikiknihách uživatelem Loul. Jméno a cíle projektu však vykrystalizovaly v průběhu následujících diskusí nejenom na Wikiknihách, ale i na Metě v mezinárodním prostředí. V roce 2004 pak vznikl přípravný projekt anglické a španělské Wikiverzity na Wikiknihách mající za cíl přípravu nového projektu.[zdroj?]

### Anglická Wikiverzita

Oficiální logo anglické Wikiverzity

Neoficiální animované logo projektu

Historie anglické Wikiverzity začíná na anglických Wikiknihách, od kterých se později odštěpila jako samostatný projekt. První zmínka o Wikiverzitě sahá hluboko do roku 2003. Konkrétně jeden ze zakladatelů anglických Wikiknih uživatel Maveric149 (používající též účet Mav) polemizuje na diskusní stránce Wikiknih o názvu projektu a navrhuje název „WikiUniversity“. Jak sám říká:

Vím, že jsem jméno „Wikiknihy“ vymyslel a podporoval. Bylo to ale v době, kdy jsme neměli vytyčeny cíle projektu (tedy stát se zdrojem výukových materiálů). Slovo „Wikipedie“ je očividně označení pro encyklopedii a slovo „Wikislovník“, je očividně označení pro slovník. Ale Wikiknihy? Nic vás nenapadne. Tak co byste řekli názvu „WikiUniverzita“? Naším cílem je vytvořit ohromný zdroj výukových materiálů a myslím si, že jméno WikiUniverzita by nejlépe odpovídalo naší snaze.

Následně uživatel Loul Archivováno 8. 12. 2007 na Wayback Machine. reaguje na tento příspěvek návrhem vyhradit jméno WikiUniversity pro nový projekt a prozatímně ho uchovat do budoucnosti. Kolem návrhu se však rozhořela diskuse a následně v průběhu několika dní vykrystalizovalo jméno „Wikiversity“ (které navrhl Sanford Forte přes mailing list). Toto jméno bylo prozatímně zvoleno a diskuse se přesunula na Metu. Začal též krystalizovat cíl nového projektu a byly zaregistrovány domény wikiversity.com a wikiversity.org. Následně v průběhu několika dalších měsíců (zima 2003/2004) probíhaly další diskuse zabývající se jménem a cíli projektu.
Když pak 16. května 2004 navrhl uživatel Javier Carro směrování diskusí k organizační struktuře nového projektu, vznikl i inkubační projekt na wikiknihách. 19. května 2004 pak přistála anglická verze na wikiknihách. V průběhu několika dalších měsíců pak probíhaly diskuse na Metě, nejenom o organizační struktuře, ale i cílech projektu. Nechybělo též několik pokusů o přejmenování projektu, které se objevovaly již od samého počátku přípravy nového projektu.

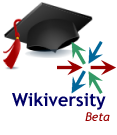
Současné logo Wikiversity beta

## Název
Pojem Wikiverzita (anglicky Wikiversity) vznikl spojením dvou slov: první část, wiki, označuje technologii wiki, na které projekt funguje, druhá část pak pochází ze slova univerzita (university). Tedy z latinského universitas – společenství. Slovo universitas je vlastně zkrácenina latinského universitas magistrorum et scholarium.
Do češtiny se pak anglické slovo Wikiversity překládá jako Wikiverzita. V jiných jazycích se projekt jmenuje obdobně: Wikiversity, Wikiversidad, Wikiversité, Wikiversità.

## Popis a cíle
Cílem Wikiverzity je vytvořit volně dostupné kurzy, projekty a další vzdělávací moduly pro všechny zájemce ve všech oborech. Nejedná se pouze o vysokoškolské vzdělávání, ale vzdělávání obecně pro všechny věkové kategorie. Wikiverzita by též měla nabídnout vlastní výzkum.